# Szatwan
Szatwan (arab. شتوان; fr. Chetouane)  – jedna z 53 gmin w prowincji Tilimsan, w Algierii, znajdująca się w centralnej części prowincji, około 5 km na północny wschód od Tilimsan. W 2008 roku gminę zamieszkiwało 47600 osób. Numer statystyczny gminy w Office National des Statistiques d'Algérie to 1350.